# النقوبة
النقوبة هي منطقة تقع في محافظة مادبا شمال غرب الأردن.